# 568
Năm 568 là một năm trong lịch Julius.